# Micromia subcomosa
Micromia subcomosa är en fjärilsart som beskrevs av W. Warren 1907. Micromia subcomosa ingår i släktet Micromia och familjen mätare. Inga underarter finns listade i Catalogue of Life.